# Langenberg (Teutoburger Wald)
Der Langenberg ist ein Berg bei Holzhausen-Externsteine im Teutoburger Wald im Kreis Lippe, Nordrhein-Westfalen (Deutschland). Er teilt sich auf in den Oberen Langenberg (418,8 m ü. NHN) und den Unteren Langenberg (411,3 m).

## Geographische Lage
Der Obere Langenberg liegt im Südosten des Teutoburger Waldes im Naturpark Teutoburger Wald / Eggegebirge 1,8 km südwestlich von Holzhausen-Externsteine, einem Stadtteil von Horn-Bad Meinberg, 4,4 km nordnordöstlich von Kohlstädt, 4,5 km nordöstlich von Oesterholz und 1,5 km östlich der Passhöhe Gauseköte. Knapp 1 km nordwestlich von ihm befindet sich der Untere Langenberg.
Knapp vorbei am Gipfel des Oberen Langenbergs führt durch den Forst Berlebeck ein Waldweg, der die Gauseköte an der Landesstraße 937 im Westen mit den Externsteinen im Osten verbindet.

## Rhein-Weser-Wasserscheide
Über beide Langenberge verläuft ein Teil der Rhein-Weser-Wasserscheide: Das Wasser der teils trocken liegenden Rinnsale, die den quell- und fließgewässerarmen Südwestbereich der Berge entwässern, fließt über die südwestwärts verlaufende Strohte, dem Oberlauf der Thune, und die westwärts strebende Lippe in den Rhein. Dem entgegen verläuft jenes des nördlich der Berge entspringenden Wiggenbachs, der nordwestwärts fließt, über die nordwärts gerichtete Werre in die Weser.

## Sehenswertes
Unweit beider Langenberge liegen diese Sehenswürdigkeiten und geografischen Ziele:
- Barnacken (446,4 m), höchster Berg im Teutoburger Wald in den Gemarkungen von Horn-Bad Meinberg und Schlangen
- Externsteine, markante Sandstein-Felsformation bei Holzhausen-Externsteine (zu Horn Bad Meinberg)
- Fürstenallee, historischer Abschnitt der heutigen Landesstraße 937, südlich der Gauseköte
- Gauseköte, Passhöhe zwischen Berlebeck und Schlangen
- Hermannsdenkmal, 1838 bis 1875 erbautes Denkmal bei Detmold-Hiddesen
- Velmerstot (ca. 464 m), höchster Berg im Eggegebirge in den Gemarkungen von Horn-Bad Meinberg und Steinheim
- Ruine Falkenburg, Ruine einer 1190 bis 1194 erbauten Burg bei Detmold-Berlebeck
- Silberbachtal, Nahtstelle zum Eggegebirge